# Yoshinaga Fujita
Pour les articles homonymes, voir Fujita.
Yoshinaga Fujita (en japonais : 藤田 宜永, Fujita Yoshinaga), né le 12 avril 1950 à Fukui et mort le 30 janvier 2020 à Saku, est un romancier et scénariste japonais.

## Biographie
À ses débuts, Yoshinaga Fujita travaille sur des romans policiers et d'aventures qui rappellent le film noir et qui se déroulent en France. Il a par la suite commencé à écrire principalement des romans policiers et romantiques. Il a reçu le 125e prix Naoki pour Love of Love roman illustrant l'amour mature grâce à la psychologie des personnages et des descriptions relevant du sens urbain et des subtilités de l'humanité.
Le 30 janvier 2020, Yoshinaga Fujita est décédé d'un adénocarcinome pulmonaire du lobe inférieur droit dans un hôpital de la ville de Saku, préfecture de Nagano à l'âge de 69 ans.

### Famille
Yoshinaga Fujita est marié de 1984 à sa mort à la romancière Mariko Koike (en), elle aussi lauréate du prix Naoki. Ils vivent à Karuizawa
.

## Prix
- 125e lauréat du prix Naoki, 2001 [3].

## Romans
- Adrift in Tokyo (titre japonais 転々, tenten)
- A Laughing Frog (Warau Kaeru)
- Territory of Love (愛の領分)

## Filmographie
- 2007 : Adrift in Tokyo (en)
- 2007 : Shikyū no Kioku
- 2009 : Senryokugai Tsūkoku